# Китерон
Китерон (на гръцки: Κιθαιρών,-ῶνος) е планинска верига с дължина 16 км в Централна Гърция на границата между Беотия и Атика. Съставена е основно от варовик и най-високата ѝ точка е 1409 м. На североизток от нея е планината Пастра.

## История
По склоновете на планината са построени военни укрепления за защита на Древна Атина, както и на съседните Платея и Еритрес, тъй като Китерон формира оспорваната естествена граница между Древна Атина и полиса Тива. В историята тя е фон на Битката при Платея през 479 г. пр.н.е., а е сцена и на много други схватки преди самата битка. 

## Митология
В древногръцката митология Китерон е една от четирите свещени планини, редом с Олимп, Хеликон и Парнас и сцена на много събития. Китерон е мястото където е ловувал Херакъл убивайки Китеронския лъв, в едно от първите си приключения.
Жителите на Платея персонифицират планината като един от първите им царе: „Но платейците не знаят за друг цар, освен за Асопос и Китерон преди него, като твърдят, че последният дал името си на планината, а първият на реката.“ В един от митовете Китерон встъпва в състезание по пеене с Хеликон, а победителят се определя от музите. Китерон печели и е награден с гирлянди, а сърдитият Хеликон разбива на парчета една канара/огромна скала върху склоновете му."